# 大叶鹿角藤
大叶鹿角藤（学名：Chonemorpha macrophylla）是夹竹桃科鹿角藤属的植物。分布在缅甸、印度尼西亚、马来西亚、印度、斯里兰卡以及中国大陆的云南、广西等地，生长于海拔800米至1,000米的地区，多生在山地阔叶密林中较潮湿地方，目前尚未由人工引种栽培。

## 异名
- Chonemorpha macrophylla G. Don